# Barndom
 Der er for få eller ingen kildehenvisninger i denne artikel, hvilket er et problem. Du kan hjælpe ved at angive troværdige kilder til de påstande, som fremføres i artiklen.

Barndommen er alderen mellem 0 år og indtil pubertetens indtræden. Idehistorisk er barndommen et nyt begreb ligesom ideen om at børn er personer med anderledes behov end voksne. 
Grænserne mellem barndom og voksenliv varierer i forskellige kulturer og inden for faggrupper som jura, psykologi, medicin og sociologi. Ifølge FN børnekonventions artikel 1 og international lov er alle mennesker under 18 år børn. Dette medfører en særlig beskyttelse, for eksempel mod dødsstraf og militærtjeneste. I andre sammenhænge bruges betegnelsen børn og barndom  om mennesker, fra de bliver født til de når puberteten, hvor de går over i ungdommen og bliver teenagere.